# Rumacja
Rumacja (łac. rumatio) to usunięcie siłą opornego dłużnika z nieruchomości. Pojęcie to występowało w procesie egzekucyjnym w XVI i XVII-wiecznej Polsce. Była to przymusowa egzekucja. Gdy rumacja zawiodła ogłaszano banicję i następował zajazd organizowany przez starostę.